# Dmitrij Muratov
Dmitrij Andrejevitj Muratov (russisk: Дмитрий Андреевич Муратов, født 30. oktober 1961) er en russisk journalist og chefredaktør på den russiske avis Novaja Gaseta (russisk: Новая газета (dansk): Ny Avis). Han modtog i 2021 Nobels Fredspris sammen med Maria Ressa.
Muratov var i 1993 sammen med en række øvrige journalister grundlægger af avisen Novaja Gazeta, der er fortaler for demokrati. Han var avisens chefredaktør fra 1995 til 2017 og blev i 2019 atter chefredaktør for avisen. Avisen er kendt for sin dækning af følsomme og kontroversielle emner som korruption og overtrædelse af menneskerettighederne. Som chefredaltør har han udgivet artikler af bl.a. Anna Politkovskaja, der har været kritiske overfor Vladimir Putins regering, ligesom avisen har dækket den turbulente situation i Tjetjenien og i det nordlige Kaukasus.
I 2022 solgte han sin nobelpris på auktion for 103,5 mio. USD (ca. 732,1 mio. danske kroner) som skulle gå til syge, sårede og flygtende børn i Ukraine, som følge af Ruslands invasion af landet.